# Castanoporus
Castanoporus is een monotypisch geslacht van schimmels behorend tot de familie Phanerochaetaceae. Het bevat alleen Castanoporus castaneus.